# Porfíria
Les porfíries són un grup heterogeni de malalties metabòliques generalment d'origen hereditari (porfíries primàries), ocasionades per deficiència en els enzims que intervenen en la biosíntesi del grup hemo (component de l'hemoglobina), part essencial dels glòbuls vermells.
Existeixen porfíries adquirides (porfíries secundàries o porfirinopaties) que no són de naturalesa hereditària. Segons la seva simptomatologia es tipifiquen com neuropsiquiàtriques, cutànies o mixtes i acostumen a tenir un diagnòstic diferencial complicat.
El terme prové del grec πορφύρα, porphura, que significa "pigment porpra". Probablement el nom sigui una referència a l'alteració del color d'alguns fluids del cos durant un atac, en especial l'orina. Les descripcions originals s'atribueixen a Hipòcrates, l'explicació bioquímica de la malaltia la va fer Felix Hoppe-Seyler el 1871, i les porfíries agudes van ser descrites pel metge B.J. Stokvis el 1889.
Les porfíries es caracteritzen per una sobreproducció i acumulació de les anomenades porfirines i de precursors com l'ALA (àcid delta aminolevulínic) i el PBG (porfobilinogen).
El 1930 Hans Fischer va descriure les porfirines d'una manera molt senzilla: “Són els compostos que fan que l'herba sigui verda i la sang vermella.”
Les principals fàbriques de porfirines de l'organisme són el fetge i la medul·la òssia. En la medul·la s'hi sintetitzen grans quantitats de grup hemo per a produir suficient hemoglobina, substància necessària per al transport d'oxigen. En el fetge, l'hemo es fa servir per a formar altres substàncies que fonamentalment serveixen per a desintoxicar.

## Tipus de porfíries hereditàries
Hi ha nou tipus principals i diferents de porfíries hereditàries. Cadascuna és originada per un defecte en l'activitat d'un dels nou enzims que participen en la cadena de biosíntesi o via metabòlica del grup hemo (ALA sintasa, PBG sintasa, PBG deaminasa, UPOG sintasa, UPOG descarboxilasa, CPOG oxidasa, PPOG oxidasa i ferroquelatasa). Alguns autors les agrupen, d'acord amb les seves manifestacions principals, en agudes (manifestacions neuroviscerals i/o cutànies) o no agudes (manifestacions exclusivament cutànies). Les crisis de porfíria aguda es veuen molt rarament abans de la pubertat i poden ser desencadenades per un ampli ventall de factors exògens i endògens: fàrmacs (barbitúrics, alguns antihistamínics i anestèsics, estrògens, progesterona, sulfonamida, metildopa, olmesartan, metamizole, diazepam, fenitoïna, carbamazepina, cloramfenicol i tetraciclines, per exemple), drogues (cànnabis, èxtasi líquid, amfetamines o cocaïna), consum de tabac i alcohol, dejuni, intervencions quirúrgiques, exposició a certs pesticides, estrès emocional i físic, embaràs, infeccions, o síndrome premenstrual.
Depenent del teixit en el qual predomina el defecte metabòlic es classifiquen com:
- Porfíries hepàtiques: La seva forma aguda es caracteritza per atacs de dolor abdominal difús d'intensitat progressiva que a vegades suggereixen l'existència d'un abdomen agut,[25] acompanyats de nàusees, vòmits i restrenyiment.[26] És habitual un moderat augment de les transaminases i pot aparèixer hiponatrèmia, de vegades greu.[27] Si els atacs no són diagnosticats i tractats correctament, els símptomes viscerals aguts progressen cap a una neuropatia motora que al principi es manifesta en forma de debilitat dels músculs proximals de les extremitats,[28] però que en casos avançats arriba a afectar la musculatura respiratòria.[29] A les porfíries, la lesió predominant en el SNP és la degeneració axonal.[30] Alguns investigadors també han observat pèrdua d'axons i desmielinització perivascular al cerebel i a la substància blanca cerebral.[31] Un 10–20% dels malalts presenta convulsions[32] o estat epilèptic no convulsiu[33] i un nombre considerable d'ells sofreix taquicàrdia (62%) i hipertensió (45%) durant les crisis. De forma excepcional pot aparèixer un hemotòrax.[34] No és infreqüent que en el curs de determinades porfíries apareguin alteracions psiquiàtriques com -per exemple- confusió, ansietat, depressió, hiperactivitat, deliris, trastorns del comportament o psicosi.[35] Aquest subgrup està format per la porfíria aguda intermitent,[36] la porfíria variegata,[37] la coproporfíria hereditària (la qual debuta de vegades amb una crisi d'epilèpsia partialis continua),[38][39] la porfíria per dèficit de PBG sintasa o porfíria de Doss (és de destacar en aquesta porfíria la gran heterogeneïtat de les mutacions que presenta l'enzim afectat)[40] i la porfíria cutània tarda (l'única del subgrup que es considera no aguda i la més freqüent de totes les porfíries).[41] Es creu que la porfíria cutània tarda s'associa amb un increment del risc de sofrir una cirrosi hepàtica,[42] un hepatocarcinoma i una mort prematura.[43] Una variant de la coproporfíria hereditària, anomenada harderoporfiria, provoca icterícia i anèmia hemolítica neonatal. Menys freqüentment es manifesta amb dolor abdominal recurrent, hiperestèsies i problemes en la marxa.[44] És el resultat de determinades mutacions[45] en el gen CPOX[46] que redueixen l'activitat enzimàtica i comporten l'alliberament prematur d'harderoporfirinògen (una substància implicada en la conversió del coproporfirinògen III i del protoporfirinògen IX).[47] La malaltia fou descrita per primera vegada l'any 1983, és extremadament rara (uns 10 casos registrats ara per ara a la literatura mèdica) i les mutacions que la provoquen tenen una heterogeneïtat molecular molt alta.[48] Una altra variant de la coproporfíria hereditària amb mutacions diferents a l'anterior i que, ara per ara, rep el nom de coproporfíria hereditària d'inici neonatal fou publicada el 2017. Els investigadors descobriren una nova mutació heterozigòtica consistent en una deleció de quatre parells de bases en l'exó 7 del gen CPOX. A banda d'alteracions similars a les de la harderoporfiria (fotosensibilitat cutània, icterícia i anèmia hemolítica), aquesta variant s'acompanya d'insuficiència adrenocortical i variacions del cariotip 46 XY (masculí) que comporten trastorns del desenvolupament sexual com ara pseudohermafroditisme.[49]

- Porfíries eritropoètiques:[50] Són causades per una activitat deficient de l'enzim ferroquelatasa, el qual catalitza la inserció ferrosa en la protoporfirina IX;[51] o bé (en un 2% dels casos) per un excés d'activitat de la sintasa ALAS2.[52] En aquest darrer supòsit, la malaltia resultant rep el nom de protoporfíria lligada al cromosoma X.[53] Les porfíries eritropoiètiques es caracteritzen pels alts nivells de protoporfirina existents a eritròcits, plasma, fetge i femta, la prèsencia de microcitosi (hematies d'una mida més petita de la normal)[54] i per cursar amb un ampli ventall de canvis cutanis fotosensibles causants de pruïja, eritema, edema, pàpules i/o hiperqueratosi.[55] Una d'elles, considerada la més rara i lesiva de les porfíries, és la porfíria eritropoètica congènita (PEC) o malaltia de Gunther.[56] Causada per mutacions en el gen UROS[57] que provoquen un dèficit en l'activitat enzimàtica de la tetrapirrol uroporfirinogen III-sintasa,[58] la PEC pot manifestar-se durant la infantesa, l'adolescència o -poques vegades- en individus adults. Segueix un patró d'herència autosòmic recessiu i un dels seus primers signes és una orina de color vermell intens, semblant al que té el vi negre.[59] L'orina i les dents emeten una singular fluorescència sota la llum de Wood.[60] En aquesta malaltia la sensibilitat a la llum solar és extrema, fet que comporta hipertricosi facial/corporal i importants lesions cutànies de repetició (úlceres, ferides, butllofes). És una de les fotodermatosis (trastorns caracteritzats pel desenvolupament de respostes cutànies anormals davant dels fotons) secundàries més destacables.[61] També pot cursar amb eritrodòntia associada a anèmia hemolítica.[62] La pell afectada tendeix a sofrir infeccions que amb el temps s'estenen per regions més profundes, arribant a ocasionar mutilacions a la cara, els dits, els braços o altres zones corporals exposades al sol.[63] L'únic tractament curatiu de la PEC és el trasplantament de moll d'os, el qual -al substituir els eritroblasts de la medul·la òssia- fa possible la correcció del defecte enzimàtic i de l'alt nivell de porfirines amb la consegüent millora simptomatològica.[64] Alternativament, cal adoptar mesures generals de fotoprotecció i emprar cremes solars especials que contenen diòxid de titani.[65] En certs casos, la pràctica de flebotomies ha demostrat ser efectiva a llarg termini.[66]

## Porfíries no hereditàries
Els trastorns del metabolisme del hemo poden ser de dos tipus, congènits i adquirits. Els adquirits reben el nom de porfíries secundàries o -més adequadament- porfirinopaties. Segons la seva manifestació principal, es classifiquen en dos grups:
- Coproporfiriniúries. Causades per exposició a èter, òxid de dinitrogen, dioxines o l'abús d'alcohol.[67]
- Protoporfirinèmies. Es veuen en casos de anèmia ferropènica, exposició als quelats de zinc i saturnisme.[68]

S'han descrit casos de porfíries secundàries (tipus cutània tarda) en persones que tingueren contacte amb l'agent taronja durant la Guerra de Vietnam. El pitjor incident documentat fins ara, però, de porfíria epidèmica induïda per compostos químics, ocorregué a Turquia entre 1956 i 1961. El 1954 el govern turc va distribuir una gran quantitat de llavors de blat tractades amb fungicides que contenien un 10% d'hexaclorobenzè. El destí inicial del blat era la sembra, però diversos problemes provocaren que fos emprat en la producció d'aliments un temps després. A partir de 1956 uns 5.000 turcs patiren un quadre de porfirinúria macroscòpica, debilitat, hipertricosi, úlceres, tiromegàlia (engrandiment tiroidal), dermopatia fotosensitiva i artritis. La malaltia deixà en molts d'ells seqüeles permanents.
En models experimentals murins s'ha observat una associació entre la porfíria d'origen químic i el desenvolupament de càncer hepàtic.
La intoxicació per plom pot provocar un quadre en tot similar a una porfíria aguda i no sempre de fàcil diagnosi, ja que inhibeix l'activitat de l'isoenzim δ-ALA deshidratasa (codificat pel gen ALAD del cromosoma 9) desplaçant al zinc, un element essencial per a la normal funció catalitzadora d'aquest enzim.